# Hans Koch (esesman)
Hans Koch (ur. 13 sierpnia 1912 w Tangerhütte, zm. 14 lipca 1955 w Gdańsku) – zbrodniarz hitlerowski, członek załogi obozu koncentracyjnego Auschwitz-Birkenau i SS-Unterscharführer. 
Z zawodu był asystentem laboratoryjnym. Członek SS, od 1940 do 1945 należał do personelu obozu Auschwitz-Birkenau. Ze względu na wyuczoną profesję Koch wchodził w skład wydziału zajmującego się dezynfekcją. Jednym z jego podstawowych obowiązków było wrzucanie cyklonu B do komór gazowych. Jak później przyznał po każdej akcji eksterminacji Żydów nie mógł zasnąć bez wypicia dużej ilości alkoholu.  
Schwytany po zakończeniu wojny przez aliantów i wydany 3 maja 1947 władzom polskim. Koch następnie zasiadł na ławie oskarżonych w tzw. pierwszym procesie oświęcimskim. Podczas przewodu sądowego udowodniono mu popełnienie zbrodni ludobójstwa (udział w eksterminacji Żydów), lecz 22 grudnia 1947 Najwyższy Trybunał Narodowy postanowił oskarżonemu wymierzyć dożywocie zamiast kary śmierci. Trybunał uzasadnił to faktem, iż Koch nigdy w inny sposób nie działał na niekorzyść więźniów, oraz uznał konieczność wykonywania przezeń rozkazów za okoliczność łagodzącą. Hans Koch zmarł w więzieniu w Gdańsku w 1955.